# Петраркизам
Петраркизам је подражавање најчешће само спољашњих елемената Петраркиних Расутих рима, врло често и неких карактеристичних ситуација и доживљаја љубави, а најређе и унутрашњих димензија интимног лирског света непознатих ранијим временима (љубав која нема обележја божанског, већ је фатално и трајно присутна у овоземаљском животу, разапета између идеалног и стварног).

## Развој петраркизма
Већ међу тек нешто млађим од Петрарке песницима — неки су били и његови савременици — он је доживљаван као учитељ љубавне поезије. Међутим, петраркизам као покрет — или песничка мода — појављује се тек у 15. веку. Његови родоначелници су италијански песници углавном с југа Италије, као што је Каритео (Бенедето Гарет, 1450–1514, пореклом из Шпаније), Тебалдео (Антонио Тебалди, 1463–1537), Серафино Аквилано (1466–1500), који су из Канцонијера наследили тек неке мотиве, ситуације и понеко стилско средство, а у своју поезију су унели много више сензуалности, елемената оновремене популарне и усмене поезије, реторичности (досетке) и сл. Ту струју најчешће називамо напуљском школом а песнике понекад страмботистима (по строфи од осам стихова из италијанске усмене традиције); у новије време користи се термин хибридни петраркизам. За песнике ове струје карактеристичне су увек исте фазе развоја љубави: прва фаза, најближа Петраркиним Расутим римама, јесте љубав на први поглед; у другој фази доминирају описи њене лепоте, изграђени на идеалу који је установио Петрарка, док се духовне карактеристике сразмерно ретко наводе, али с обзиром на врло често прихватање античког идеала каликогатије, спољашњи изглед имплицитно или експлицитно преноси се на унутрашњу лепоту; трећа фаза доноси детаљан опис патњи, обично изграђен на клишеима и патетичним фразама; четврта фаза представља слику узвраћене љубави, и ту петраркисти највише одступају од изворног Петрарке; пета фаза се заснива на осећају резигнације до које долази због тога што љубав не доноси лирском субјекту очекивано испуњење, тако да се идеална љубав може остварити само према Богородици.
Бембизам, назван по славном италијанском песнику, хуманисти, кардиналу Пјетру Бембу (1470–1547), великим делом представља реакцију на напуљску школу. Заснива се на активнијем стилско-тематском подражању Петрарке, али због недостатка изворне метафизичко-универзалне димензије њихов израз често постаје сувопаран и превише фразиран у својој израженој концентрисаности на форму.
За разлику од Петрарке, код петраркиста је увек реч о више жена, тако да предмет љубави не може постати симбол, идеја, она не добија аморфни, ванвременски карактер, као што је то случај с Лауром. Петрарка кроз свој субјективистичко-рефлексивни поступак у први план ставља своја осећања, али Лаура ни у једном тренутку не ишчезава из тог света. Она је присутна чак и у својој одсутности („стално ми близу, а далеко тако“), као таква подигнута је у метафизичке сфере, чему још више доприноси мотив смрти. У основи Петрарине љубави налази се чист платонизам без икакве везе с материјалним. Петраркисти не успевају да репродукују Лаурину величанственост делимично и зато што је жена код њих превише везана за стварност, а код неких (превасходно бембиста) и зато што је њено присуство сасвим неодређено, чак као нешто што се подразумева, без икаквих својствених карактеристика које би је одвојиле од општег идеала. Зато код њих опис љубави ретко добија оригиналан призвук, она често делује неискрено и непроживљено, доживљава се само као повод за настанак песме. Петраркин стих „ко може да каже колико гори у малој је ватри“ сажима суштину емоција које су јаче од израза, начело које је код петраркиста често занемарено.

## Петраркизам у Дубровнику
Иако је у последњим деценијама доказано да Giovanni di Ravenna, који је од 1384. до 1387. боравио у Дубровнику, није био Петраркин секретар Ђовани Малпиги, већ извесни Ђовани ди Конверзино, ипак се може рећи да су Дубровчани врло рано упознали Петраркино дело, па и Расуте риме. Међутим, лирско уметничко песништво у Дубровнику свој пун израз добија тек након упознавања с песницима италијанског петраркизма половином 15. века. Поезија која тада настаје сакупљена је у зборнику који је 1507. године почео да преписује тада сасвим млади дубровачки властелин Никша Рањина; и у којем је сачувано око 800 претежно љубавних петраркистичких песама, од којих је више од половине написао Шишко Менчетић, приличан број Џоре Држић, а за више од 200 песама ни данас не знамо аутора. Иако су неки од њих свакако старији од ове двојице, већ половином 16. века Дубровчани су Шишка Менчетића и Џора Држића осећали као „прву свјетлост нашега језика“ и „најстарије спјеваоце“.
Током 16. века мало је писаца у Дубровнику који се нису опробали у овој врсти поезије. Знамо да је такву поезију писао и Мавро Ветрановић, али ју је касније уништио, стварали су је Никола Наљешковић и Марин Држић, писали су је у првој половини столећа још неки писци, а у другој, поред бар још десетак других, том врстом поезије бавили су се Динко Рањина и Динко Златарић. Чак и на самом крају 16. века и почетку наредног петраркистичке стихове писао је Хорације Мажибрадић, а трагове ове поетике и — посебно — стила налазимо, као и у великом делу Европе, нарочито у Италији, све до позног 18. века.